# Henrique Rocha
Henrique Rocha (* 6. April 2004 in Porto) ist ein portugiesischer Tennisspieler.

## Karriere
Rocha gewann die nationalen U14- und U16-Titel. Er spielte bis 2022 auf der ITF Junior Tour. In der Jugend-Rangliste erreichte er mit Rang 62 seine höchste Notierung. Sein bestes Ergebnis bei Grand-Slam-Turnieren war das Erreichen des Halbfinals bei den French Open 2022.
Schon früh trat Rocha auch bei den Profis an; 2021 war er das erste Mal in der Weltrangliste platziert. 2022 erreichte er beim Challenger in Braga das Halbfinale. Auf der drittklassigen ITF Future Tour zog er im Einzel im Mai 2022 das erste Mal in die Vorschlussrunde ein. Das Jahr beendete er jeweils in den Top 900. 2023 gewann Rocha durch einen Sieg gegen die Nummer 381 Federico Gaio seinen ersten Future-Titel. Anfang April erhielt er von den Turnierverantwortlichen des ATP-Tour-Events in Estoril eine Wildcard für die Qualifikation. Dort überzeugte er durch Siege gegen zwei deutlich über ihm platzierte Spieler, Ryan Peniston (ATP 159) und Máté Valkusz (ATP 262), jeweils glatt in zwei Sätzen. In der ersten Hauptrunde verlor er gegen den Spanier Bernabé Zapata Miralles ebenfalls in zwei Sätzen.

## Erfolge
| Legende (Anzahl der Siege) |
| Grand Slam                 |
| ATP Finals                 |
| ATP Tour Masters 1000      |
| ATP Tour 500               |
| ATP Tour 250               |
| ATP Challenger Tour (3)    |

### Einzel

#### Turniersiege
| Nr. | Datum         | Turnier | Belag | Finalgegner            | Ergebnis       |
| --- | ------------- | ------- | ----- | ---------------------- | -------------- |
| 1.  | 24. März 2024 | Murcia  | Sand  | Nikolos Bassilaschwili | 3:6, 7:60, 7:5 |

### Doppel

#### Turniersiege
| Nr. | Datum             | Turnier | Belag     | Partner     | Finalgegner                     | Ergebnis  |
| --- | ----------------- | ------- | --------- | ----------- | ------------------------------- | --------- |
| 1.  | 27. April 2024    | Ostrava | Sand      | Jaime Faria | Jakob Schnaitter Mark Wallner   | 7:5, 6:3  |
| 2.  | 7. September 2024 | Cassis  | Hartplatz | Jaime Faria | Manuel Guinard Matteo Martineau | 7:65, 6:4 |